# Тітерборо (Нью-Джерсі)
Тітерборо (англ. Teterboro) — місто (англ. borough) в США, в окрузі Берген штату Нью-Джерсі. Населення — 61 особа (2020).

## Географія
Тітерборо розташоване за координатами 40°51′11″ пн. ш. 74°3′37″ зх. д. / 40.85306° пн. ш. 74.06028° зх. д. (40.852999, -74.060355).  За даними Бюро перепису населення США в 2010 році місто мало площу 3,00 км², з яких 3,00 км² — суходіл та 0,00 км² — водойми.

## Демографія
Згідно з переписом 2010 року, у селищі мешкало 67 осіб у 25 домогосподарствах у складі 13 родин. Було 27 помешкань
Расовий склад населення:
| - 67,2 % — білих - 4,5 % — чорних або афроамериканців - 3,0 % — корінних американців - 3,0 % — азіатів - 9,0 % — осіб інших рас |

До двох чи більше рас належало 13,4 %. Частка іспаномовних становила 35,8 % від усіх жителів.
За віковим діапазоном населення розподілялося таким чином: 23,9 % — особи молодші 18 років, 62,7 % — особи у віці 18—64 років, 13,4 % — особи у віці 65 років та старші. Медіана віку мешканця становила 43,5 року. На 100 осіб жіночої статі у селищі припадало 86,1 чоловіків;  на 100 жінок у віці від 18 років та старших — 96,2 чоловіків також старших 18 років.
Середній дохід на одне домашнє господарство  становив 42 377 доларів США (медіана — 33 068), а середній дохід на одну сім'ю — 58 171 долар (медіана — 34 545). За межею бідності перебувало 32,9 % осіб, у тому числі 100,0 % дітей у віці до 18 років та 66,7 % осіб у віці 65 років та старших.
Цивільне працевлаштоване населення становило 33 особи. Основні галузі зайнятості: освіта, охорона здоров'я та соціальна допомога — 48,5 %, роздрібна торгівля — 24,2 %, публічна адміністрація — 12,1 %, транспорт — 6,1 %.